# Aldona Dąbrowska
Aldona Dąbrowska (ur. 7 lutego 1972 w Trzciance) – polska piosenkarka, producentka i autorka tekstów.

## Kariera
W 1992 roku, rozpoczęła współpracę ze Sławomirem Sokołowskim znanym kompozytorem zespołu Bolter, występowała w chórkach m.in. zespołu Niebiesko-Czarni.
Po zakończeniu działalności zespołu Aldona skupiła się na karierze solowej, która oscylowała wokół muzyki pop, zahaczając również o dance i soul.
W latach 1997–1999 występowała pod pseudonimem Dona. W swoim dorobku ma także dwie solowe płyty – Czy pamiętasz... i Dona.
Jest autorką tekstów wielu przebojów, m.in. „Kroplą deszczu” Gabriela Fleszara. Piosenki jej autorstwa znalazły się też na płytach m.in. takich wykonawców jak Just 5, Bartosz Wrona, Gabriel Fleszar, Stachursky, Alicja Bachleda-Curuś czy Andrzej Cierniewski. Wspólnie ze Sławomirem Sokołowskim, Dąbrowska stworzyła zespół The Jet Set – byli odpowiedzialni za sukcesy tej grupy włącznie z ich udziałem w barwach Polski na Konkursie Piosenki Eurowizji 2007 mimo że w tym przypadku obaj twórcy kryli się pod pseudomimami. W tym przypadku Aldona Dąbrowska widniała jako Kamil Varen a Sławomir Sokołowski jako Mateusz Krezan.
Jednym z ostatnich projektów Aldony Dąbrowskiej był solowy album wokalistki The Jet Set, Sashy Strunin oraz produkcje m.in. dla Asi Si i Pawła Stasiaka z Papa D.
W 2015 roku, kolejnym projektem był utwór Michała Szpaka „Jesteś bohaterem”, a w listopadzie tego samego roku ukazała debiutancka płyta Michała Szpaka Byle być sobą z tekstami Dąbrowskiej. Do grona utworów Michała Szpaka napisanych przez Aldonę Dąbrowską na wspomnianą płytę należy też utwór „Color of Your Life" reprezentujący Polskę na Konkursie Piosenki Eurowizji 2016. W przypadku tego utworu Dąbrowska podobnie jak w 2007 roku zdecydowała się skorzystać z tego samego pseudonimu co w tamtym czasie. 
W roku 2018 ukazała się druga płyta Michała Szpaka z tekstami Aldony Dąbrowskiej Dreamer. 
W 2023 roku wraz z Sławomirem Sokołowskim uczestniczyła jako jury w programie Szansa na sukces. Opole 2024. Rok później ta sama para artystów skomponowała piosenkę „All Together”, która to w wykonaniu Dominika Arima reprezentowała Polskę w 22. Konkursie Piosenki Eurowizji Junior.

## Dyskografia
- Czy pamiętasz... (1996)
- Dona (1998)